# Katedra św. Grzegorza Oświeciciela w Bagdadzie
Katedra św. Grzegorza Oświeciciela w Bagdadzie  – katedra Apostolskiego Kościoła Ormiańskiego w Bagdadzie. Na stronie oficjalnej Kościoła Ormiańskiego świątynia nosi nazwę: Kościół św. Grzegorza Oświeciciela (Գրիգոր Լուսավորիչ եկեղեցի).
Zwierzchnikiem (prymasem) diecezji jest biskup Oshakan Gyulgyulyan.

## Ormianie w Iraku
Początek społeczności ormiańskiej na terenie dzisiejszego Iraku datowany jest na I połowę XVII wieku. Pod koniec XIX wieku żyło ich tam prawie 90 tysięcy. Obecni Ormianie w Iraku pochodzą głównie od swoich przodków, którzy przeżyli ludobójstwo z 1915 roku. Są w większości członkami Apostolskiego Kościoła Ormiańskiego. Po upadku reżimu Saddama Husajna w 2003 roku sytuacja irackich chrześcijan, w tym Ormian, znacznie się pogorszyła. Dotknęły ich ataki grup islamskich i przestępczych. Ucierpiały również ich świątynie. Fala prześladowań spowodowała masowy exodus irackich Ormian. Ich populacja spadła z około 25 tysięcy w 2003 roku do 10–13 tysięcy (połowa 3 dekady XXI w., według szacunków lokalnej społeczności). Przypuszczalnie połowa z nich mieszka w Bagdadzie.

## Katedra
Katedra Apostolskiego Kościoła Ormiańskiego pod wezwaniem św. Grzegorza Oświeciciela została zbudowana w latach 1954-1957 na terenie należącym do tego kościoła, gdzie w 1904 roku założono cmentarz ormiański. Realizacja świątyni stała się możliwa dzięki darowiznom dwóch ormiańskich filantropów, Simona M. Gharibiana i Calouste Gulbenkiana.
Obecnie (2025) świątynia przechodzi renowację. 

### Architektura
Katedra stoi na dziedzińcu otoczonym wysokim murem. Została zbudowana z żelbetonu w stylu charakterystycznym dla ormiańskiej architektury sakralnej. Jest posadowiona na swobodnie potraktowanym planie krzyża, na osi wschód-zachód. Na skrzyżowaniu naw wznosi się ośmiokątna kopuła, utworzona z bębna przeprutego oknami i zwieńczonego piramidalnym dachem zamontowanym na metalowym ormiańskim krzyżu. Od strony wschodniej budynek zamyka apsyda, natomiast od zachodu – trzykondygnacyjny narteks z dzwonnicą w kształcie ośmiokątnego bębna zwieńczonego kopułą. Ściany świątyni pokrywa gładki tynk w kolorze złamanej bieli. Dolna część jest pokryta ochrową i beżową okładziną kamienną i ozdobiona ormiańskimi krzyżami.
Na dziedzińcu znajdują się dwa pomniki (z 1990 i 2015 roku) poświęcone męczennikom ludobójstwa Ormian. Pomiędzy którymi stoi chaczkar – rzeźbiony ormiański kamienny krzyż. 

### Wnętrze
Wnętrze jest jednonawowe. Nad wejściem znajduje chór muzyczny. Część ołtarzowa, przeznaczona dla kapłanów i diakonów, jest oddzielona od nawy zasłoną. Pokryty marmurem ołtarz główny zdobi ikona Matki Boskiej z Dzieciątkiem. Za ołtarzem znajduje się obejście, które biegnie wzdłuż ściany apsydy. Na ścianie czołowej, dzielącej część ołtarzową od nawy widnieje malowidło ścienne przedstawiające chrzest Chrystusa dokonany przez Jana Chrzciciela. Na lewo od części ołtarzowej stoi chrzcielnica. Ściany zdobią liczne obrazy mistrzów i reprodukcje dzieł. Oświetlenie wnętrza zapewnia sześć dużych żyrandoli.